# Shaper
Shaper (česky též „Rejža“ nebo „Usměrňovač“), je označení pro jednu ze skupinových rolí ve třídění dle Belbina.

## Charakteristika
- obvykle srší energií, je otevřený, jedná emocionálně
- někdy jedná impulsivně až netrpělivě, může být až protivný nebo podrážděný
- konfrontacím se obvykle nevyhýbá, typická je jeho soupeřivost
- jeho impulsivnost může vést k tomu, že se naštve, ale naštvání netrvá příliš dlouho
- typická je pro něj podezřívavost – může se urazit z důvodu, že podezřívá ostatní ze spiknutí proti němu
- jeho cílem je skupině dát nějaký tvar
- snaží se usměrňovat diskuse, usiluje o konsensus a dohodu v diskusích a názorech, aby mohly vést k jednomu finálnímu projektu
- upřednostňuje rychlé rozhodování a realizaci, k čemuž tlačí i ostatní
- napovrch působí sebevědomě, v čímž ale může překrývat vnitřní nejistotu, pochybování o sobě samém; sebejistotu mu dodávají dosažené výsledky
- svým jednáním většinou směřuje k cílům, které jsou vlastní celé skupině
- pracuje soustředěně a i od druhých vyžaduje kázeň, přesnost a systematičnost
- svým jednáním může vzbuzovat dojem hrubosti a neomalenosti
- jeho jednání může působit trochu nepříjemně, donutí ale často celý tým k nějaké akci

## Základní přínosy
- podporuje k výkonu
- je dynamický, prospívá mu tlak
- je průbojný a ochotný překonávat překážky

## Přípustné slabiny
- není mu cizí provokace
- jeho chování může vést až k urážkám ostatních